# Carousel
Carousel – łotewski zespół muzyczny prezentujący muzykę indie pop, reprezentant Łotwy w Konkursie Piosenki Eurowizji 2019. 16 maja 2019 zespół wystąpił w drugim półfinale konkursu i zajął 15. miejsce, nie kwalifikując się tym samym do finału.

## Dyskografia

### Single
| Rok  | Singel       | Album                        |
| ---- | ------------ | ---------------------------- |
| 2019 | „That Night” | Sketches of Sleepless Nights |

### Albumy
- Sketches of Sleepless Nights, 2019[3]